# Анастасія Гавриляк
Анастасія Гавриляк (анг. Anastasiia Havryliak) - (нар. 10.09.2011 р. в с. Ямниця Івано-Франківської області ) - українська спортсменка, спортсменка ВПГО «Всеукраїнське обʼєднання «Асоціація спортсменів Таеквон-До І.Т.Ф.» в Івано-Франківській області, багаторазова переможниця і призерка всеукраїнських та міжнародних змагань, володарка чорного поясу І дан Taekwon-Do, та 2-го розряду кікбоксингу  WAKO, суддя національної категорії.
Призерка міжнародних турнірів з Таеквон-До І.Т.Ф. "Moldova Open Cup 2023" та  "Moldova Open Cup 2025"  - 1 місце спаринг (мацогі). 
Призерка Чемпіонат України серед учнів з кікбоксингу WAKO  Чемпіонат України з кікбоксингу WAKO серед ДЮСШ та спортивних клубів , Всеукраїнські змагання з кікбоксингу WAKO, Чемпіонат України з кікбоксингу WAKO серед юніорів, юнаків та дітей 
Призерка всеукраїнських турнірів з Таеквон-До I.T.F. "Open cup of Ivano-Frankivsk city 2020-2025" та Кубок міста Івано-Франківська та Івано-Франківської області з кікбоксингу WAKO серед дітей, юнаків та юніорів, які присвячені пам'яті полеглих захисників та захисниць України.
Учасниця рекорду України "Наймасовіша розминка для кікбоксерів"
Біографічні дані
Народилася 10 вересня 2011 року в селі Ямниця Івано-Франківської області в українській сім'ї, батько Гавриляк Роман, мама Гавриляк Тетяна 
Ліцеїстка Ямницького ліцею
Займатись починала гімнастикою під керівництвом Гах Наталії в 2017 р., 
в 2018 почала займатись таеквон-до  під керівництвом тренера Данищук Сергія Юровича, володаря чорного поясу IV дану, та Данищук Андрія Сергійовича, володаря чорного поясу V дану.
В той же час займалась музикою, грою на бандурі під керівництвом Павлусик Марії Михайлівної в музичній школі с. Ямниця
Нагороди
Подяка за успішні виступи та гідне представлення міста, області та Україна на міжнародному турнірі
Подяка за досягнення високих спортивних результатів за підсумками виступів впродовж 2020-2024рр. керівник ВПГС Спортивний комітет України в Івано-Франківській області Данищук Андрій 
Подяка міського голови Івано-Франківська за спортивні досягнення, міський голова Марціньків Руслан
Кубок Кращий суддя чемпіонату памʼяті загиблих військовослужбовців Національної гвардії України
Грамота за активну участь у заходах  і популяризацію української музики
Посилання
1.Всеукраїнське об'єднання «Асоціація спортсменів Таеквон-До І.Т.Ф.» в Івано-Франківській області
2. International Taekwon-Do Federation 
3. Кікбоксинг України 